# Arcadia (Nebraska)
Pour les articles homonymes, voir Arcadia.
Arcadia est un village du comté de Valley, dans l'État du Nebraska, aux États-Unis. En 2020, il comptait une population de 283 habitants.